# Jonesville (Míchigan)
Jonesville es una villa ubicada en el condado de Hillsdale en el estado estadounidense de Míchigan. En el Censo de 2010 tenía una población de 2258 habitantes y una densidad poblacional de 298,57 personas por km².

## Geografía
Jonesville se encuentra ubicada en las coordenadas 41°58′41″N 84°40′2″O / 41.97806, -84.66722. Según la Oficina del Censo de los Estados Unidos, Jonesville tiene una superficie total de 7.56 km², de la cual 7.48 km² corresponden a tierra firme y (1.1%) 0.08 km² es agua.

## Demografía
Según el censo de 2010, había 2258 personas residiendo en Jonesville. La densidad de población era de 298,57 hab./km². De los 2258 habitantes, Jonesville estaba compuesto por el 95.35% blancos, el 2.08% eran afroamericanos, el 0.31% eran amerindios, el 0.93% eran asiáticos, el 0% eran isleños del Pacífico, el 0.27% eran de otras razas y el 1.06% pertenecían a dos o más razas. Del total de la población el 2.08% eran hispanos o latinos de cualquier raza.